# Das Unglück (Fernsehserie)
Das Unglück (Originaltitel: Accidente) ist eine mexikanische Thrillerserie, die von Leonardo Padrón geschaffen wurde. Die Serie wurde am 21. August 2024 weltweit auf Netflix veröffentlicht.
Die Serie wurde um eine zweite Staffel verlängert, die den Abschluss der Serie bilden wird.

## Handlung
Eine Geburtstagsfeier nimmt eine tragische Wendung: Drei Kinder sind tot, ein weiteres wird vermisst. Die trauernden Familien suchen nach Antworten und Gerechtigkeit und geraten in einen Teufelskreis aus Trauer, Schuldgefühlen, Wut und dem Wunsch nach Rache. Im Laufe der Zeit reißen alte Wunden auf, Zerwürfnisse entstehen innerhalb und zwischen den Familien und schockierende Wahrheiten kommen ans Licht. Während die Lage zunehmend eskaliert und sich die Puzzleteile allmählich zusammenfügen, beginnen die einzelnen Familienmitglieder, ihre eigene Art der Trauerbewältigung zu finden.

## Besetzung und Synchronisation
Die deutschsprachige Synchronisation entstand nach den Dialogbüchern von Kathrin Simon, Anke Kortemeier, Felix Strüven und Cosima Wolter sowie unter der Dialogregie von Kathrin Simon und Anke Kortemeier durch die Synchronfirma FFS Film- & Fernseh-Synchron in München.
| Rolle                 | Schauspieler           | Synchronsprecher     |
| --------------------- | ---------------------- | -------------------- |
| Daniela Robles        | Ana Claudia Talancón   | Maren Rainer         |
| Emiliano Lobo         | Sebastián Martínez     | Matthias Ransberger  |
| Charro Mejías         | Alberto Guerra         | Stefan Günther       |
| Lupita Barranco       | Eréndira Ibarra        | Stefanie Dischinger  |
| David Matamoros       | Erik Hayser            | Markus Pfeiffer      |
| Lucía Lobo            | Macarena García Romero | Lucia Patricia Bayer |
| Alex Mejia            | Sebastián Dante        | Manuel Scheuernstuhl |
| Carla Robles          | Regina Blandón         | Caroline Combrinck   |
| Javier Serrano        | Rubén Zamora Equert    | Frank Schaff         |
| Brenda Malpica        | Valentina Acosta       | Natascha Geisler     |
| Fonseca               | Horacio García Rojas   | Benedikt Gutjan      |
| Fabián Valleyo        | Erick Elías            | Peter Lehn           |
| Salomé                | Regina Reynoso         | Sarah Förster        |
| Mujica                | Bernardo Benítez       | János Jung           |
| Paula Valleyo         | Pau Menna              |                      |
| Mauricio Campos       | Giuseppe Gamba         |                      |
| Yolanda „Yola“ Cuenca | Shaní Lozano           |                      |
| Moncho Gómez          | Silverio Palacios      |                      |
| Ulises Quijada        | Luis Ernesto Franco    |                      |
| Santos                | Mauricio Isaac         |                      |
| Peyote                | Cayetano Aramburo      |                      |

## Episodenliste

### Staffel 1
| Nr.                                                                                    | Deutscher Titel             | Originaltitel                      | Regie            | Drehbuch                                                           |
| -------------------------------------------------------------------------------------- | --------------------------- | ---------------------------------- | ---------------- | ------------------------------------------------------------------ |
| 1                                                                                      | Leere Zimmer                | Habitaciones vacías                | Gracia Querejeta | Leonardo Padrón, Christian Jiménez, Doris Seguí & Carlos E. Castro |
| 2                                                                                      | Was soll schon schiefgehen? | ¿Qué puede salir mal?              | Gracia Querejeta | Leonardo Padrón, Christian Jiménez, Doris Seguí & Carlos E. Castro |
| 3                                                                                      | Kein Mangel an Verdächtigen | Rueda de sospechosos               | Klych López      | Leonardo Padrón, Christian Jiménez, Doris Seguí & Carlos E. Castro |
| 4                                                                                      | Der Sturm nach dem Sturm    | La tormenta después de la tormenta | Klych López      | Leonardo Padrón, Christian Jiménez, Doris Seguí & Carlos E. Castro |
| 5                                                                                      | Konfrontation               | Confrontación                      | Gracia Querejeta | Leonardo Padrón, Christian Jiménez, Doris Seguí & Carlos E. Castro |
| 6                                                                                      | Mea Culpa                   | Mea Culpa                          | Gracia Querejeta | Leonardo Padrón, Christian Jiménez, Doris Seguí & Carlos E. Castro |
| 7                                                                                      | Kollateralschäden           | Daños colaterales                  | Klych López      | Leonardo Padrón, Christian Jiménez, Doris Seguí & Carlos E. Castro |
| 8                                                                                      | Die Suche                   | Búsqueda                           | Klych López      | Leonardo Padrón, Christian Jiménez, Doris Seguí & Carlos E. Castro |
| 9                                                                                      | Sühne                       | Penitencia                         | Klych López      | Leonardo Padrón, Christian Jiménez, Doris Seguí & Carlos E. Castro |
| 10                                                                                     | Das Urteil                  | La sentencia                       | Gracia Querejeta | Leonardo Padrón, Christian Jiménez, Doris Seguí & Carlos E. Castro |
| Am 21. August 2024 wurden alle Episoden der ersten Staffel bei Netflix veröffentlicht. |                             |                                    |                  |                                                                    |

### Staffel 2
| Nr. (ges.)                                                                                           | Nr. (St.) | Deutscher Titel | Originaltitel | Regie | Drehbuch |
| --- | --------- | --------------- | ------------- | ----- | -------- |
| 11                                                                                                   | 1         | —               | —             | —     | —        |
| Alle Episoden der zweiten Staffel werden zu einem noch unbekannten Datum bei Netflix veröffentlicht. |           |                 |               |       |          |